# Корте-Мадера (Каліфорнія)
Корте-Мадера (англ. Corte Madera) — місто (англ. town) в США, в окрузі Марін штату Каліфорнія. Населення — 10 222 особи (2020).

## Географія
Корте-Мадера розташований за координатами 37°55′56″ пн. ш. 122°30′28″ зх. д. / 37.93222° пн. ш. 122.50778° зх. д. (37.932145, -122.507735).  За даними Бюро перепису населення США в 2010 році місто мало площу 11,41 км², з яких 8,19 км² — суходіл та 3,22 км² — водойми.

## Демографія
Згідно з переписом 2010 року, у місті мешкали 9253 особи в 3793 домогосподарствах у складі 2520 родин. Густота населення становила 811 особа/км².  Було 4026 помешкань (353/км²).
Расовий склад населення:
| - 84,4 % — білих - 6,8 % — азіатів - 0,9 % — чорних або афроамериканців - 0,3 % — вихідців з тихоокеанських островів - 0,2 % — корінних американців - 2,8 % — осіб інших рас |

До двох чи більше рас належало 4,6 %. Частка іспаномовних становила 8,3 % від усіх жителів.
За віковим діапазоном населення розподілялося таким чином: 25,2 % — особи молодші 18 років, 58,8 % — особи у віці 18—64 років, 16,0 % — особи у віці 65 років та старші. Медіана віку мешканця становила 44,2 року. На 100 осіб жіночої статі у місті припадало 87,4 чоловіків;  на 100 жінок у віці від 18 років та старших — 83,0 чоловіків також старших 18 років.
Середній дохід на одне домашнє господарство  становив 164 998 доларів США (медіана — 122 868), а середній дохід на одну сім'ю — 190 849 доларів (медіана — 147 778). Медіана доходів становила 92 102 долари для чоловіків та 83 661 долар для жінок. За межею бідності перебувало 5,7 % осіб, у тому числі 7,1 % дітей у віці до 18 років та 5,8 % осіб у віці 65 років та старших.
Цивільне працевлаштоване населення становило 4869 осіб. Основні галузі зайнятості: науковці, спеціалісти, менеджери — 25,6 %, освіта, охорона здоров'я та соціальна допомога — 17,3 %, роздрібна торгівля — 11,6 %, фінанси, страхування та нерухомість — 10,7 %.